# Воса (Небраска)
Воса (енгл. Wausa) град је у америчкој савезној држави Небраска.

## Демографија
По попису из 2010. године број становника је 634, што је 2 (-0,3%) становника мање него 2000. године.
| Група             | 2000.       | 2010.       |
| Белци             | 625 (98,3%) | 609 (96,1%) |
| Афроамериканци    | 3 (0,5%)    | 0 (0,0%)    |
| Азијати           | 1 (0,2%)    | 3 (0,5%)    |
| Хиспаноамериканци | 4 (0,6%)    | 16 (2,5%)   |
| Укупно            | 636         | 634         |